# Чемпіонат Швеції з хокею 1928
 Чемпіонат Швеції з хокею: 1928 — 7-й сезон турніру з хокею з шайбою, який проводився за кубковою системою. 
Переможцем змагань став клуб ІК «Йота» (Стокгольм).

## Турнір

### Кваліфікація
- «Юргорден» ІФ (Стокгольм) - «Карлбергс» БК (Стокгольм) 5:0

### Півфінал
- ІК «Йота» (Стокгольм) - «Юргорден» ІФ (Стокгольм) 6:2
- Седертельє СК - «Гаммарбю» ІФ (Стокгольм) 6:2

### Фінал
- ІК «Йота» (Стокгольм) - Седертельє СК 4:3